# Gray (Luisiana)
Gray es un lugar designado por el censo ubicado en la parroquia de Terrebonne en el estado estadounidense de Luisiana. En el Censo de 2010 tenía una población de 5584 habitantes y una densidad poblacional de 185,19 personas por km².

## Geografía
Gray se encuentra ubicado en las coordenadas 29°40′39″N 90°47′00″O / 29.67750, -90.78333. Según la Oficina del Censo de los Estados Unidos, Gray tiene una superficie total de 30.15 km², de la cual 30.15 km² corresponden a tierra firme y (0%) 0 km² es agua. Se encuentra en el sur del estado próximo a la desembocadura del rio Missisipi en el Golfo de México.

## Demografía
Según el censo de 2010, había 5584 personas residiendo en Gray. La densidad de población era de 185,19 hab./km². De los 5584 habitantes, Gray estaba compuesto por el 55.18% blancos, el 37.91% eran afroamericanos, el 2.15% eran amerindios, el 1% eran asiáticos, el 0.02% eran isleños del Pacífico, el 1.34% eran de otras razas y el 2.4% pertenecían a dos o más razas. Del total de la población el 2.7% eran hispanos o latinos de cualquier raza.